# Gramond
Gramond település Franciaországban, Aveyron megyében. Lakosainak száma 539 fő (2022. január 1.). Gramond Boussac, Baraqueville, Castanet, Quins és Sauveterre-de-Rouergue községekkel határos.

## Népesség
A település népessége az elmúlt években az alábbi módon változott:
| Lakosok száma | 526  | 417  | 390  | 382  | 474  | 485  | 498  | 506  | 517  | 539  |
|               | 1968 | 1982 | 1990 | 2006 | 2013 | 2015 | 2017 | 2019 | 2020 | 2022 |